# 贊善
贊善，中國古代官職之一，在清朝，此官職配置於朝廷之春坊，品等為從六品。該官職主要輔佐春坊主官的典簿修撰、編修、檢討工作等，一段時間則輔佐東宮太子。順治九年，左右春坊設贊善各二人。順治十五年，裁詹事府官。康熙十四年,復設滿漢左贊善各二人、右贊善各二人。漢左右贊善兼翰林院檢討銜。康熙二十八年，裁漢右贊善一人。康熙三十七年，裁滿洲左右贊善各一人。康熙五十二年，裁漢左贊善一人。清朝滅亡後，該官職廢除。